# Hvězdárna Rožňava

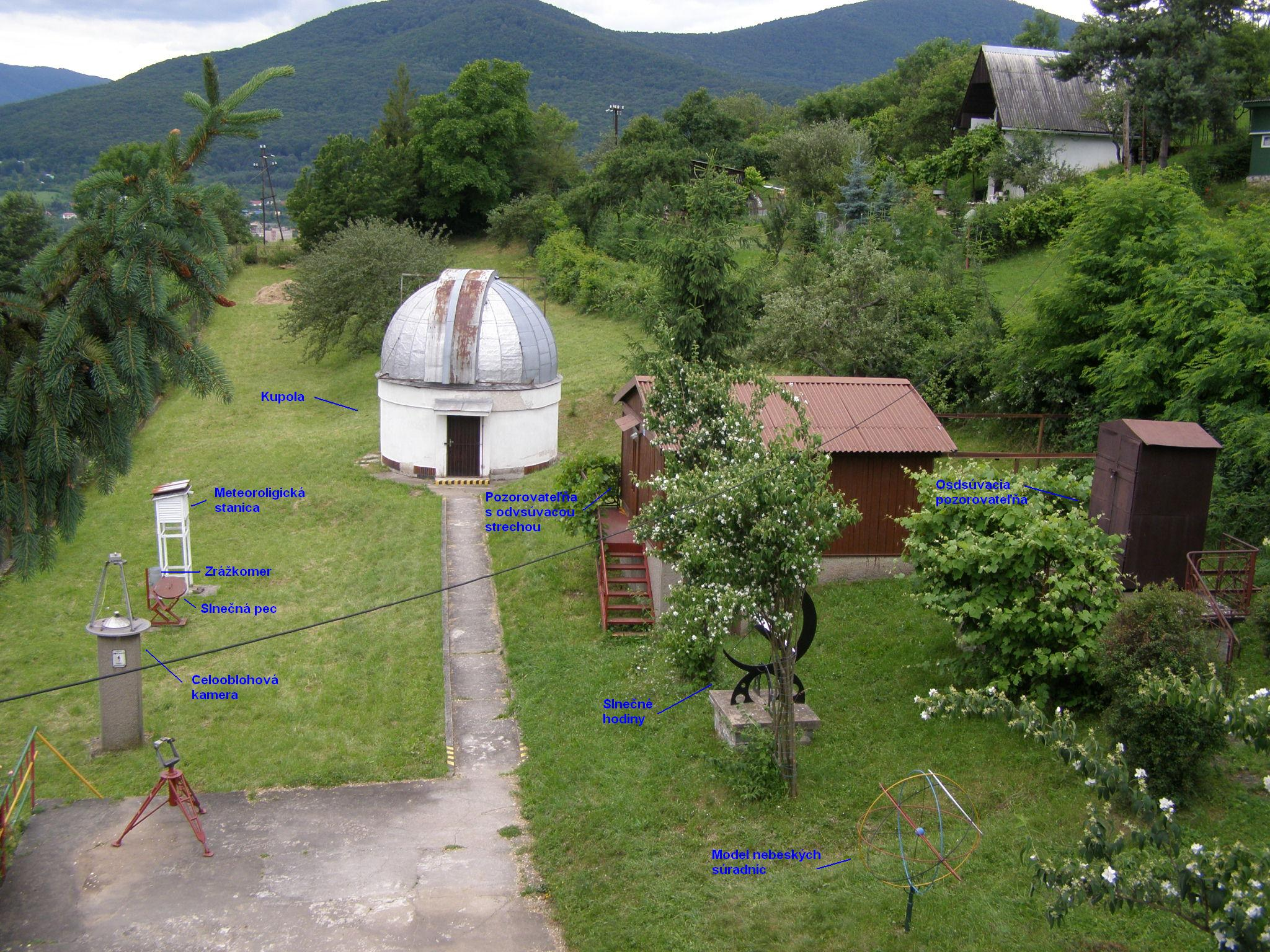
Areál hvězdárny Rožňava

Hvězdárna Rožňava (oficiálně od roku 1. ledna 2009 Úsek astronómie Gemerského osvetového strediska – hvezdáreň Rožňava) se nachází na Slovensku v severní části města Rožňava, nad poliklinikou na jižním svahu Kalvárie na Lesní ulici 1 v nadmořské výšce 377 metrů. V době největšího rozkvětu měla hvězdárna 10 zaměstnanců a kolem 10 000 návštěvníků ročně.

## Historie

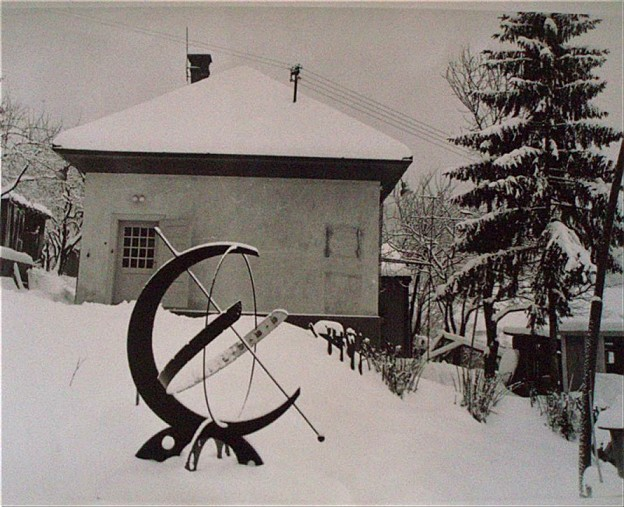
Hvězdárna v roce 1966

První zmínka o astronomické činnosti v Rožňavě je z roku 1951. V tomto roce se spojilo několik zájemců, kteří začali studovat astronomii z dostupných zdrojů. V roce 1956 začali stavět první dalekohled, 15centimetrový reflektor typu Newton. Díky tomu zde v roce 1961 vznikl astronomický kroužek.
V roce 1966 byl Městským národním výborem zakoupen pozemek s menší budovou, který byl 15. května 1966 odevzdán astronomickému kroužku za účelem vybudování pozorovatelny. Postupně zde začaly vyrůstat speciální objekty, jako pozorovatelna pro 15cm dalekohled Newton, Foucaultovo kyvadlo. Získány byly i nové přístroje, pomůcky a zařízení. V roce 1967 zde byla nainstalována celooblohová kamera. V roce 1970 byly instalovány sluneční hodiny vyrobené J. Gömörim, které se staly symbolem hvězdárny.
K 1. lednu 1969 se z hvězdárny stala samostatná instituce – Ľudová hvezdáreň Uránia, jejímž ředitelem se stal Juraj Gömöri. Ve stejném roce se hvězdárně podařilo sehnat starší dalekohled typu Newton s rozměry 280/2250. V následujícím roce byla dokončena pozorovatelna s posuvnou střechou, do níž byl nainstalován. Dalekohled je na původním místě i v současnosti a je stále funkční. V roce 1972 byl k němu přidán i refraktor s průměrem 110 mm vyrobený v roce 1900 ve Vídni. V následujícím roce dostal objektiv tohoto dalekohledu novou zrcadlovou vrstvu.
V roce 1974 byl v areálu instalován radioteleskop k sledování ultrakrátkých rádiových vln ze Slunce a byla postavena „sluneční věž“ vysoká 12 metrů. Také byla na Newtonův reflektor nainstalovaná fotokamera k pravidelnému monitorování slunečních skvrn. V následujícím roce začala pokusná měření teploty a vlhkosti vzduchu a byla zhotovena sluneční pec k demonstraci helioenergetiky. Začalo se uvažovat o větší pozorovatelně a z Prahy byla dovezena kupole s průměrem 6 m v hodnotě 350 000 tehdejších Kčs. Opravy a konzervace kupole byly dokončeny o rok později. Byl instalován model nebeské sféry, který měl sloužit k demonstraci významných nebeských souřadnic, bodů a pohybu hvězd po obloze.
Meteorologická pozorování byla natolik úspěšná, že v roce 1982 byla objednána profesionálně vybavená  meteostanice a začalo se s monitorováním intenzity slunečního záření pomocí heliografu. Budovu hvězdárny tvořil v té době původní rodinný dům, který stál na zakoupeném pozemku a byl přizpůsoben potřebám hvězdárny. K provozu však byly potřeba větší prostory a tak byla zahájena rekonstrukce a přístavba budovy. Ta byla dokončena v roce 1983. V následujícím roce byla zbourána sluneční věž. Důvodem byl nedostatek plánovaného přístrojového vybavení kvůli jeho nedostupnosti a také to, že konstrukce už nesplňovala bezpečnostní ani estetické požadavky. První profesionální dalekohled byl do hvězdárny dodán v roce 1989, šlo o refraktor od firmy Zeiss s průměrem 100 mm a ohniskovou vzdáleností 1000 mm.
22. května 1989 byla zahájena stavba rotundy pod kopuli, kam se měl umístit Coudé refraktor 150/2250, který měl být dodán do konce roku. Instalován však byl až v letech 1993/1994. Celooblohová kamera byla v té době už příliš nákladná a nepodávala požadované výsledky. Nakonec byl v červnu 1991 její provoz zrušen.

## Současnost
Od 1. ledna 2009 nemá „Hvezdáreň v Rožňave“ právní subjektivitu a byla svěřena do správy majetku Gemerského osvetového strediska. Činnost hvězdárny byla začleněna do organizační struktury GOS a byl vytvořen úsek astronomie, který plní úlohy především z oblasti populárně-výchovné, odborně-výzkumné, pozorovatelské a poradenské činnosti.

## Technické vybavení

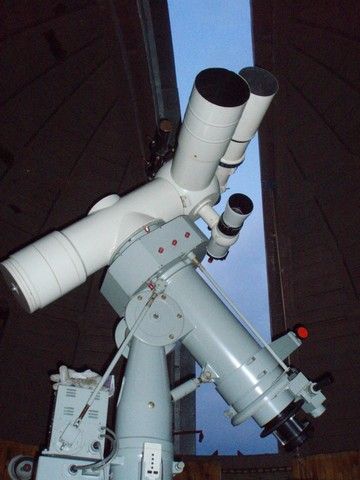
Coudé refraktor

- Coudé refraktor 150/2250 v otočné kupoli
- 2x Somet binar 25/100
- Newtonův reflektor 310/1515, refraktor 110/1500, 2x Newton 130/1125
- sluneční a měsíční kamera, refraktor k fotografování 160/800
- sluneční pec Ø 430 mm, sluneční pec Ø 1600 mm, celooblohová kamera (neaktivní)
- různé menší přenosné dalekohledy (např. 3x AD 800, menší binary, monar, různé menší triedry)
- přenosný 250/1500 Newtonů reflektor k motorizované azimutální montáži.

## Prostorové vybavení
Přednášková místnost s kapacitou 40 lidí vybavená moderní, ale i starší technikou jako je projektor Séleco, promítačka, diaprojektor, ale i nové dataprojektory. Kupole s průměrem 6 metrů, pozorovatelna s odsouvací střechou.